# Ciclismo ai Giochi della XXVI Olimpiade
Le competizioni di ciclismo dei Giochi della XXVI Olimpiade si svolsero dal 21 al 28 luglio 1996. Le competizioni su pista si tennero al Velodromo di Stone Mountain mentre le competizioni su strada si svolsero nel distretto Downtown di Atlanta.

## Podi

### Uomini
| Evento                              | Oro                                                                            | Prestazione | Argento                                                            | Prestazione | Bronzo                                                                | Prestazione |
| Ciclismo su strada                  |                                                                                |             |                                                                    |             |                                                                       |             |
| In linea (dettagli)                 | Pascal Richard                                                                 | 4h53'56″    | Rolf Sørensen                                                      | s.t         | Maximilian Sciandri                                                   | a 2"        |
| Cronometro (dettagli)               | Miguel Indurain                                                                | 1h04'05"    | Abraham Olano                                                      | a 12"       | Chris Boardman                                                        | a 31"       |
| Ciclismo su pista                   |                                                                                |             |                                                                    |             |                                                                       |             |
| Inseguimento individuale (dettagli) | Andrea Collinelli                                                              | 4'20"893    | Philippe Ermenault                                                 | 4'22"714    | Bradley McGee                                                         | 4'26"121    |
| Inseguimento a squadre (dettagli)   | Francia Christophe Capelle Philippe Ermenault Jean-Michel Monin Francis Moreau | 4'05"930    | Russia Ėduard Gricun Nikolaj Kuznecov Aleksej Markov Anton Šantyr' | 4'07"730    | Australia Brett Aitken Stuart O'Grady Timothy O'Shannessey Dean Woods | 4'07"570    |
| Velocità (dettagli)                 | Jens Fiedler                                                                   |             | Marty Nothstein                                                    |             | Curtis Harnett                                                        |             |
| Chilometro a cronometro (dettagli)  | Florian Rousseau                                                               | 1'02"712    | Erin Hartwell                                                      | 1'02"940    | Takanobu Jumonji                                                      | 1'03"261    |
| Corsa a punti (dettagli)            | Silvio Martinello                                                              | 37          | Brian Walton                                                       | 29          | Stuart O'Grady                                                        | 25          |
| Mountain bike                       |                                                                                |             |                                                                    |             |                                                                       |             |
| Cross country (dettagli)            | Bart Brentjens                                                                 | 2h17'38"    | Thomas Frischknecht                                                | a 2'36"     | Miguel Martinez                                                       | a 2'48"     |

### Donne
| Evento                              | Oro                   | Prestazione | Argento         | Prestazione | Bronzo             | Prestazione |
| Ciclismo su strada                  |                       |             |                 |             |                    |             |
| In linea (dettagli)                 | Jeannie Longo         | 2h36'13"    | Imelda Chiappa  | a 25"       | Clara Hughes       | a 31"       |
| Cronometro (dettagli)               | Zul'fija Zabirova     | 36'40"      | Jeannie Longo   | a 20"       | Clara Hughes       | a 33"       |
| Ciclismo su pista                   |                       |             |                 |             |                    |             |
| Inseguimento individuale (dettagli) | Antonella Bellutti    | 3'33"595    | Marion Clignet  | 3'38"571    | Judith Arndt       | 3'38"744    |
| Velocità (dettagli)                 | Félicia Ballanger     |             | Michelle Ferris |             | Ingrid Haringa     |             |
| Corsa a punti (dettagli)            | Nathalie Even-Lancien | 24          | Ingrid Haringa  | 23          | Lucy Tyler-Sharman | 17          |
| Mountain bike                       |                       |             |                 |             |                    |             |
| Cross country (dettagli)            | Paola Pezzo           | 1h50'51"    | Alison Sydor    | a 1'07"     | Susan DeMattei     | a 1'45"     |

## Medagliere
| Pos.   | Paese         | Oro | Argento | Bronzo | Totale |
| ------ | ------------- | --- | ------- | ------ | ------ |
| 1      | Francia       | 5   | 3       | 1      | 9      |
| 2      | Italia        | 4   | 1       | 0      | 5      |
| 3      | Paesi Bassi   | 1   | 1       | 1      | 3      |
| 4      | Spagna        | 1   | 1       | 0      | 2      |
| 4      | Svizzera      | 1   | 1       | 0      | 2      |
| 4      | Russia        | 1   | 1       | 0      | 2      |
| 7      | Germania      | 1   | 0       | 1      | 2      |
| 8      | Canada        | 0   | 2       | 3      | 5      |
| 9      | Stati Uniti   | 0   | 2       | 1      | 3      |
| 10     | Australia     | 0   | 1       | 4      | 5      |
| 11     | Danimarca     | 0   | 1       | 0      | 1      |
| 12     | Gran Bretagna | 0   | 0       | 2      | 2      |
| 13     | Giappone      | 0   | 0       | 1      | 1      |
| Totale | Totale        | 14  | 14      | 14     | 42     |